# Clidemia acutifolia
Clidemia acutifolia är en tvåhjärtbladig växtart som beskrevs av Célestin Alfred Cogniaux. Clidemia acutifolia ingår i släktet Clidemia och familjen Melastomataceae. Inga underarter finns listade i Catalogue of Life.